# Ditassa rotundifolia
Ditassa rotundifolia är en oleanderväxtart som först beskrevs av Joseph Decaisne, och fick sitt nu gällande namn av Henri Ernest Baillon och Karl Moritz Schumann. Ditassa rotundifolia ingår i släktet Ditassa och familjen oleanderväxter. Inga underarter finns listade i Catalogue of Life.